# Província de Galápagos
La província de Galápagos (nom oficial: Archipiélago de Colón) és una de les 22 províncies de l'Equador. Està formada per les illes Galápagos i la capital és Puerto Baquerizo Moreno.
La província consta de 3 cantons (localitat principal entre parèntesis):
- Isabela (Puerto Villamil)
- San Cristóbal (Puerto Baquerizo Moreno)
- Santa Cruz (Puerto Ayora)

És els centre turístics més destacats de l'Equador, i també una de les reserves ecològiques més grans i importants del planeta. Les activitats principals de la província són el turisme, gràcies al fet que és una reserva natural de primer ordre, i la pesca.

## Història
S'estima que les illes es van formar fa 8 milions d'anys com a resultat de l'activitat tectònica al fons marí.
Les illes Galápagos van ser descobertes per atzar el 10 de març de 1535, quan el religiós dominic Fra Tomás de Berlanga, llavors bisbe de Panamà, s'adreçava al Perú en compliment d'un encàrrec del monarca espanyol, Carles V, perquè fes de jutge en una disputa entre Francisco Pizarro i els seus subordinats després de la conquesta de l'Imperi Inca. A causa d'una calma excepcional en el vent i dels forts corrents marins, la nau del bisbe va ser arrossegada fins a les Galápagos. En la crònica de l'aventura, enviada des de Portoviejo a l'emperador Carles V sobre el descobriment de les illes, Berlanga descrivia les condicions inhòspites imperants a les illes, així com les gegantines tortugues que hi habitaven. També descrivia les iguanes marines, els lleons marins i molts tipus d'aus, i remarcava la inusual mansuetud dels animals.
La Unesco va declarar les Illes Galápagos com a Patrimoni Natural de la Humanitat el 1978 i, sis anys més tard, com a Reserva de la Biosfera (1985), la qual cosa ha generat un interès creixent per l'arxipèlag.

## Divisió administrativa
La provincià està conformada per tres cantons. És l'única província equatoriana que no té prefecte.

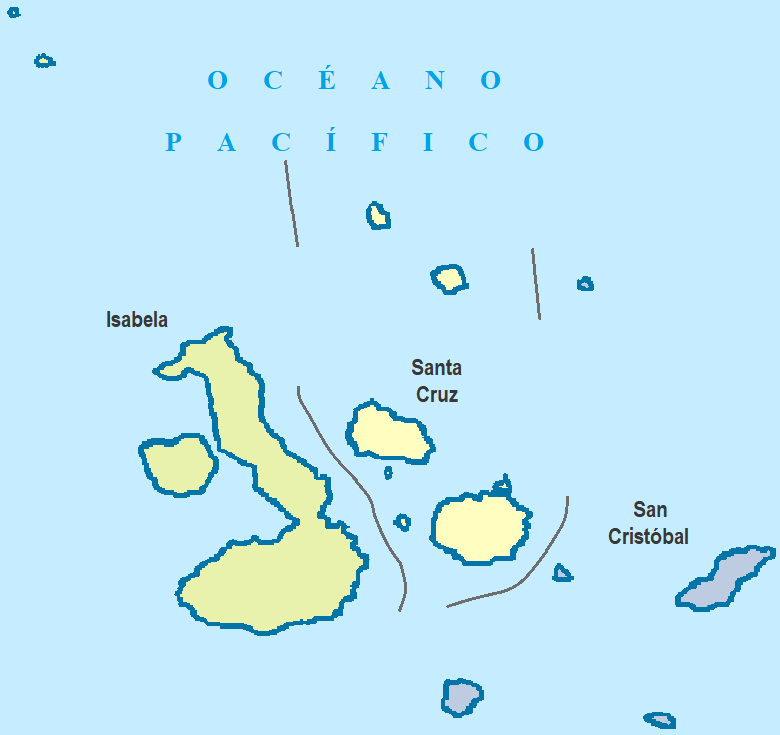
Cantones de Galápagos

|  | Cantó         | Pob. (2012) | Àrea (km²) | Cap cantonal            | Pob. (2010) |
|  | ------------- | ----------- | ---------- | ----------------------- | ----------- |
|  | Isabela       | 2.400       | 5.367      | Puerto Villamil         | 2 092       |
|  | San Cristóbal | 7.600       | 849        | Puerto Baquerizo Moreno | 6 672       |
|  | Santa Cruz    | 15.393      | 1.794      | Puerto Ayora            | 11 974      |